# Canvi tecnològic

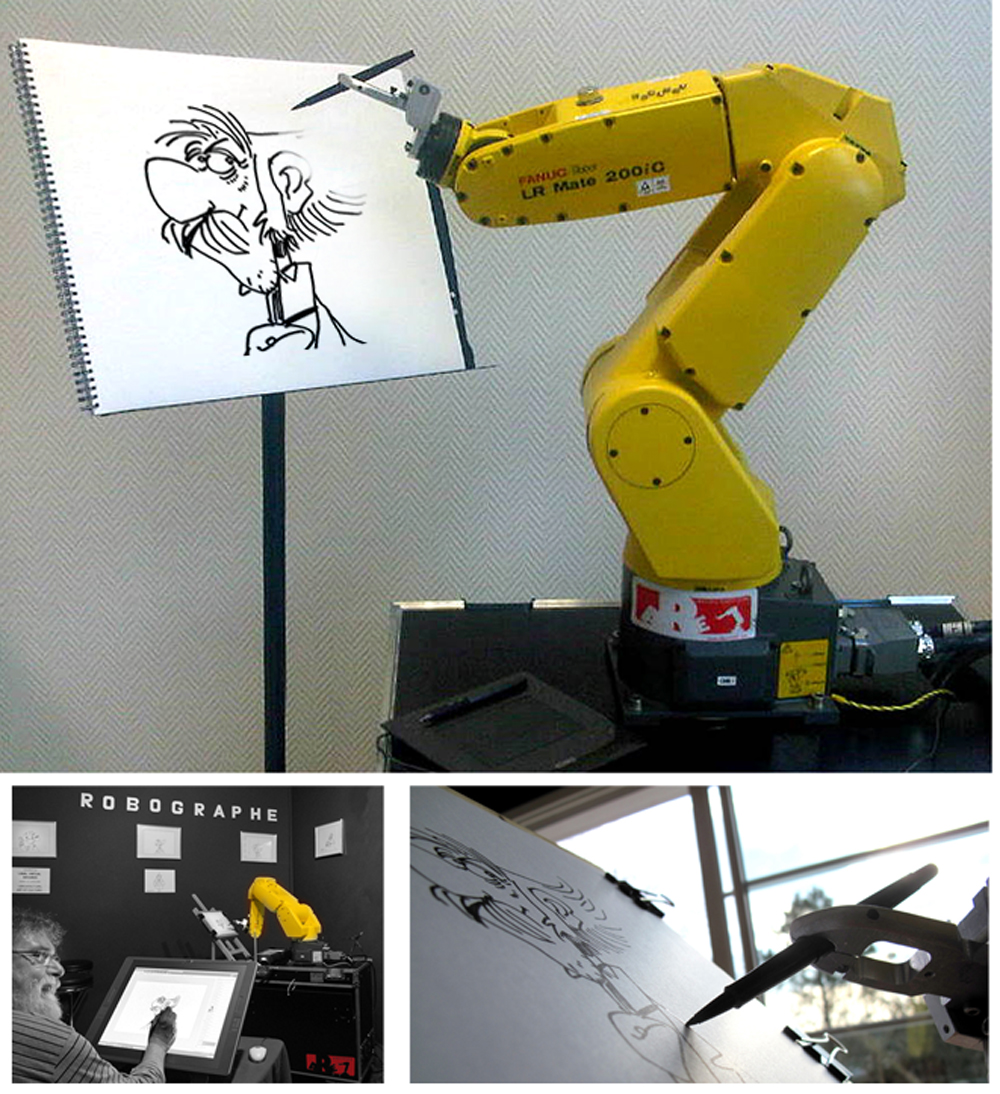

El canvi tecnològic fa referència a la incorporació de nous objectes tecnològics, formes d'ús, noves reglamentacions i nous productes derivats de la tecnologia. És un procés temporal i acumulatiu, que incrementa l'habilitat dels grups per resoldre els seus problemes socials, econòmics i quotidians. En un altre sentit, el canvi tecnològic també pot ser caracteritzat en termes generals com l'efecte combinat de diverses activitats tecnològicament relacionades, tals com invenció, innovació, desenvolupament, transferència i difusió. Igualment pot ser entès com un conjunt d'activitats enfocades en la solució d'un problema.
El canvi tecnològic pot ser analitzat a partir de tres angles complementaris: Des de la seva trajectòria determinada per interessos polítics, econòmics i socials; *des de la seva naturalesa, que està dictada pels atributs culturals i cognitius dels membres del grup social implicat; i des de la seva dinàmica interna, que està determinada pels atributs funcionals de la tecnologia.

## Transició

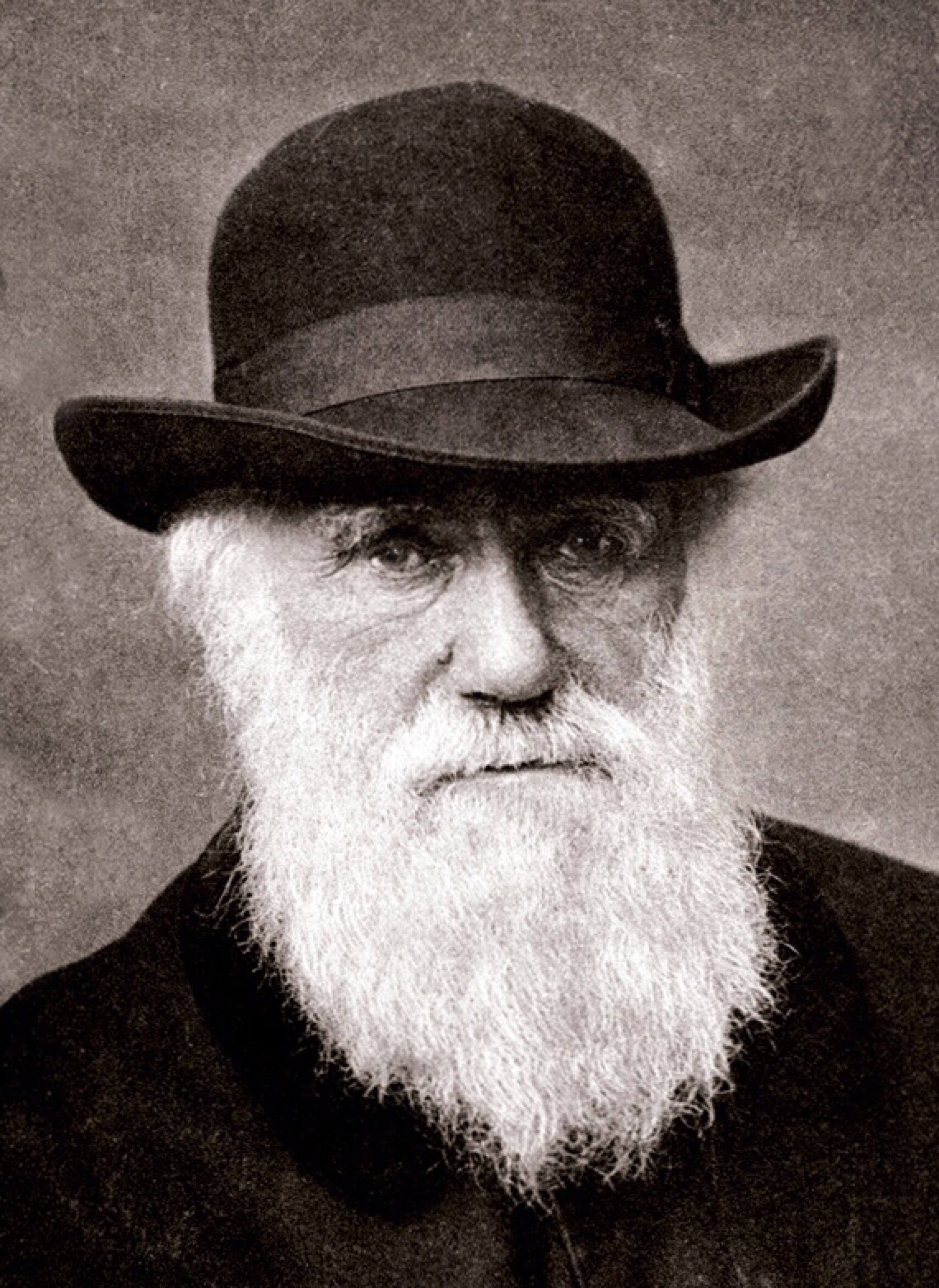
Charles Darwin 1880

La transició tecnològica és el procés de canvis que ocorre des del llançament d'una tecnologia fins al moment de l'obsolescència. La transició es desenvolupa a mesura que la tecnologia progressa mitjançant el seu propi cicle de vida. Compren els efectes de la innovació i com aquests són incorporats en la societat.  Perquè una tecnologia s'adapta, ha de respondre a un menester de la societat on es la llança.
Un dels motius claus pel qual la tecnologia transcorre i evoluciona en el temps, és que el progrés condueix a trajectòries que ja venen donades per tecnologies existents. El nou disseny es veu beneficiat per tota mena de millora tecnològica, en termes de cost i característiques d'acompliment. Des d'un major enteniment de l'usuari i des de l'adaptació a l'ambienti socioeconòmic, que les eines permeten acumular coneixement, infraestructura, habilitats, fases de producció, normes socials, regulacions i estils de vida.

### En el determinisme tecnològic
El determinisme tecnològic vincula els canvis tecnològics com a base del desenvolupament social, expressant-se en tres nocions:
- la "neutralitat" de la tecnologia: els efectes, positius o negatius?, no depenen de la tecnologia en si, sinó de l'ús que li donen els homes;
- el caràcter "evolutiu" de la tecnologia: les noves tecnologies són millors que les anteriors, la innovació constitueix un procés evolutiu;
- la "autonomia" de la tecnologia: la tecnologia evoluciona segons la pròpia racionalitat interna, més enllà del control dels homes.[6]

En aquest sentit la transició tecnològica, entesa com un procés de canvis, és sostinguda segons William Ogburn en una relació unidireccional entre tecnologia i societat. Mentre els canvis socials són provocats pel desenvolupament tecnològic, aquest segueix un procés autònom, d'acord amb els seus propis dictàmens, semblant així que la tecnologia es desenvolupa separada de l'àmbit social, com una espècie de factor exterior que té una dinàmica especial i pròpia. Per tant, se suposa que les pròpies característiques internes de les tecnologies actuals determinen els avanços tecnològics que els seguiran. "Les invencions són inevitables. Donat el vaixell i la màquina de vapor no és inevitable el vaixell de vapor?" -William F. Ogburn
Més encara, les teories evolucionistes expliquen aquest procés com un d'assaig i error, com la suma acumulativa de certes modificacions del procés de producció, petites i en gran manera accidentals. En forma anàloga a la teoria de l'evolució de Charles Darwin, la selecció natural actua sobre petites diferències existents entre els organismes d'una població. Aquestes variacions apareixen en forma aleatòria i són hereditàries d'alguna manera. No obstant això, una altra tendència sota el ràfec de John Staudenmaier caracteritza aquest procés com una història internalista de la tecnologia. Aquesta tradició es concentra exclusivament en l'artefacte tecnològic, sense relacionar-ho amb el context social extern.

### Investigació i desenvolupament
Prenent en consideració el desenvolupament tecnològic en termes d'eficiència, és que les transicions es veuen recolzades per projectes d'Investigació i desenvolupament. És comú que en organitzacions productores de béns, existeixi una àrea destinada a la millora dels mecanismes a través de dissenys, enquestes, anàlisis en terreny i implementacions de programes pilots.

### Problemes del desenvolupament de nova tecnologia
Incorporar canvis en sistemes tecnològics complexos enfronta grans desafiaments, ja que no només implica un canvi a la tecnologia en si, sinó que també comporta profunds canvis en la producció, l'organització i l'estil de vida de les persones.
Exemples de patrons constants de canvis tècnics, donats per Donald MacKenzie, són l'augment de la mecanització de les operacions manuals, la creixent tendència de la disminució de grandària dels components microelectrònics i la creixent velocitat d'operacions computeritzades.
Altres exemples de patrons en canvis tecnològics són la reducció d'ús de materials en la producció, la tendència d'usar productes lluminosos en actuacions i avions, l'ús d'artefactes electrònics en productes tèxtils.
Els canvis marginals en les condicions externes influeixen com a màxim en la classificació —d'acord amb la rendibilitat— dels projectes lligats a l'impuls tecnològic en una adreça particular. No obstant això, la constància d'aquests canvis es va limitant amb el temps convertint aquestes trajectòries naturals en fronteres específiques a una tecnologia particular o a un 'règim tecnològic' amb un potencial implícit de ser explotades. En altres paraules, un règim no només defineix les fronteres sinó també les trajectòries d'aquestes fronteres.

## Dimensions

### Cognitiva
Autors com Govindan Parayil plantegen que l'element central que determina els canvis tecnològics és el coneixement. Aquest procés cognitiu implica canvis en l'estructura i contingut, i en el context de producció del coneixement tecnològic.
 Si bé la manifestació del canvi és generalment tangible, la part integral d'aquest procés és de naturalesa cognitiva. Parayil pretén que totes les tecnologies són formes de realització d'algun tipus de coneixement. D'aquesta forma, s'entén que els canvis tecnològics deriven de canvis en el coneixement però que també ocorre el procés invers; els canvis tecnològics impliquen transformacions en la manera en què s'adquireix coneixement. És possible derivar de la proposta anterior que el desenvolupament tecnològic es tradueix, en el llarg termini, en canvis de paradigmes socials. La transformació tecnològica sostinguda en el temps repercuteix en la concepció del món que tenim atès que transforma i duu coneixement.
Els paradigmes tecnològics són els que han promogut les revolucions industrials i corresponen a canvis en els sistemes tecnològics, l'ampli espectre dels quals d'aplicació afecta les condicions de producció de tots els sectors de l'economia, com van ser els casos de la màquina de vapor i la microelectrònica.

### Social
Independentment del tipus de canvi tecnològic, per aconseguir la seva pertinència en el lloc on ha estat implantada ha necessàriament de ser socialment construïda. Aquesta relació condiciona la forma en què s'entén el concepte de canvi tecnològic en mostrar que la tecnologia —i per tant els canvis que hi ocorren— pot ser entesa en si mateixa com un producte cultural. En aquesta línia, la tecnologia i les seves transformacions no pot ser abstreta de les forces socials i culturals que les configuren. Aquesta dimensió social és la que orienta en moltes ocasions el rumb que segueix el canvi tecnològic en un context i temps determinat. En aquest context Thomas P. Hughes desenvolupa el concepte de Sistemes Tecnològics.
Els sistemes tecnològics s'integren de components desordenats i complexos per a la solució de problemes els quals són socialment construïts i modelatges. Per Hughes, un sistema tecnològic inclou almenys tres components:
1. Els artefactes físics: Objectes materials que constitueixen els artefactes tècnics.
2. Les organitzacions: Les quals recolzen, rebutgen, influeixen, desenvolupen, transfereixen i compten amb els artefactes tècnics.
3. Mecanismes legislatius: Els quals modelen el sistema i que també en són part.

### Política

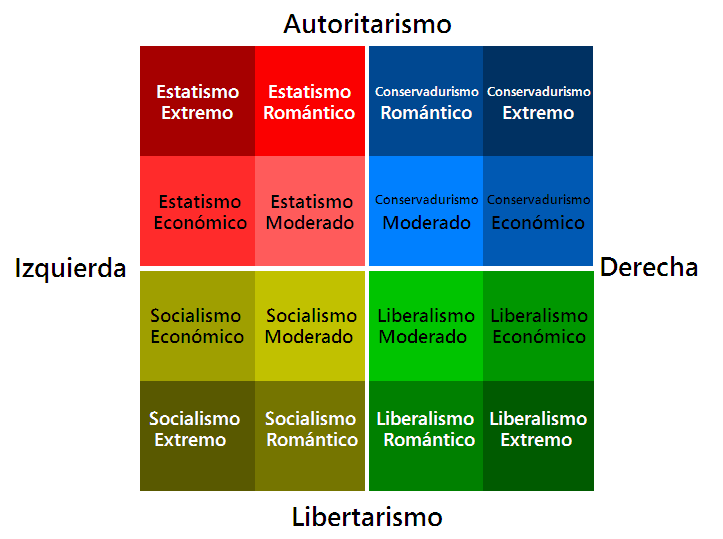
4 sistemes 2

Molts autors contemporanis plantegen que el desenvolupament tecnològic no ha anat acompanyat dels canvis socials que permetin un mínim de control del procés. Per això es fa cada vegada més difícil mesurar l'impacte i l'evolució dels canvis tecnològics atès que s'ha transformat en un procés una miqueta caòtic. El control d'aquest va ser exercit durant molt temps per la política en l'àmbit del poder de l'Estat. No obstant això, l'avanç científic i tecnològic ha sobrepassat avui els límits del control polític, ja que la velocitat amb què es desenvolupen noves tecnologies supera amb escreix la capacitat que té qualsevol mecanisme que pretengui controlar-los.
Els sistemes polítics com a exemples de tecnologia, també presenten transicions. És a dir, processos de canvis que ocorren en un temps determinat. Aquestes transicions es poden donar en dos tipus:
Transició de sistemes políticsDestacats en l'eix vertical de la imatge. En la història occidental prèvia al segle xx, les societats europees destaquen per la varietat de sistemes governadors per regir. Un model que sorgeix com a alternativa al monarquisme i a l'imperialisme, és la democràcia. Aquesta transició va ser revolucionària per a l'època, va exigir profunds canvis tant en el seu procedir administratiu com a social i encara que directa en el seu començament, va constituir la base del que actualment es coneix com a democràcia representativa.
Transició en ideologies polítiquesDestacats en l'eix horitzontal de la imatge. La polarització d'ideologies polítiques permet generar un ventall de possibilitats en l'elecció representativa de líders. El fet rotacional dels governs presidencialistes, ha brindat la possibilitat d'ampliar l'espectre legislatiu i variar la declaració del poder. Exemple de la història recent són les eleccions als Estats Units de Barack Obama, líder demòcrata, post govern republicà de George W. Bush o del govern de centre-dreta de Sebastián Piñera entre els dos períodes presidencials de Michelle Bachelet a Xile.

### Educativa
Entenent que el procés de desenvolupament tecnològic està íntimament relacionat amb processos d'innovació i invenció, Everett Rogers va plantejar la Teoria de Difusió d'Innovació la qual conté elements que descriuen el procés de canvi tecnològic. Les etapes es presenten a continuació:

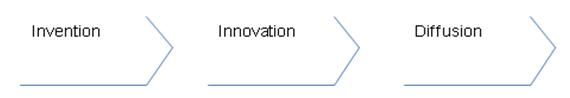

1. Innovació Tecnològica: aquesta pot ser tant en noves tecnologies, processos o millorament d'ambdues.
2. Comunicació a través de diversos canals
3. Membres del sistemes social: Els quals reben la informació per mitjà dels canals de comunicació sobre els canvis tecnològics.
4. Aprovació social: El sistema en el qual s'insereix el canvi tecnològic ha d'aprovar d'ell. D'una altra manera aquest deixa d'existir tret que muti i torni a començar el procés fins que aconsegueixi acceptació del sistema.

L'impacte del canvi tecnològic afecta a gairebé totes -per no dir totes- les arestes de la vida humana. Succeeix que el constant desenvolupament d'aquesta en una àrea generalment acaba per afectar altres sistemes. De l'anterior es desprèn que el canvi tecnològic té un efecte en cadena, ja que el que comença en un lloc, també incideix en altres parts de la vida humana. Amb això s'entén que les transformacions tecnològiques es poden interpretar des del punt de vista de la teoria de sistemes on el subsistema, sistema i macro sistema es troben íntimament connectats i el que ocorri en una de les etapes va a repercutir en les altres. Dit això, el desenvolupament tecnològic té impacte en àrees com l'economia, educació, salut, política, cultura, entre d'altres, i a la seva veus es generen impacte entre els diferents sectors. Algunes de les quals s'expliquen a continuació.

### Economia

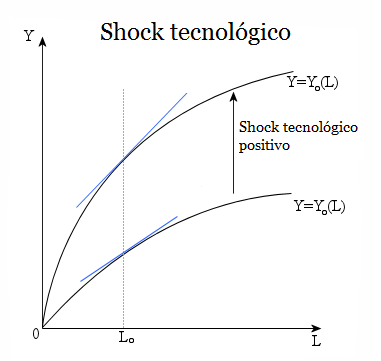
Xoc tecnològic positiu

En economia, els models de producció laboral es basen en el supòsit de mantenir un nivell de tecnologia constant. Per explicar l'efecte d'un xoc tecnològic en una fase productiva, és necessari entendre el procés que això implica i és en aquest sentit que la transició tecnològica mostra com a mesura que el desenvolupament tecnològic incrementa l'eficiència dels recursos, el resultat d'això comportarà a un major nivell productiu que abans. És a dir, al mateix nivell de treball (L), la producció difereix en els seus resultats amb diferents nivells de progrés tecnològic. Les teories microeconòmiques i macroeconòmiques elementals proposen un model basat en supòsits. Per exemple, el xoc tecnològic és una transició relativament permanent, atès que els factors productius estan en constant desenvolupament, implicant millores en les fases de producció.
En l'economia, canvi tecnològic és un canvi generat en el conjunt de totes les possibilitats de producció existents. El canvi es pot produir tant en els punts dins de la Frontera de possibilitats de producció com els punts que estan just a la frontera. cal destacar que dins de la frontera són els punts "possibles" de producció, just a la frontera són els punts "màxims" de producció i fora de la frontera són punts impossibles donats la tecnologia actual. Aquí entra en un punt important la tecnologia, ja que depèn d'ella la quantitat que es pot produir. Per donar un exemple, any a any la producció d'actuacions pot augmentar pel gran augment de la tecnologia, igual que la producció d'ampolles. Un canvi en la tecnologia el que produeix és un moviment de la corba de producció, si és per a l'esquerra la producció disminueix i si és per a la dreta la producció augmenta.

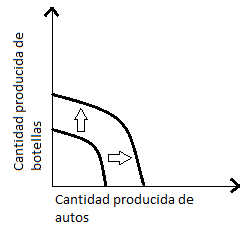
Aquí es mostra el canvi a la frontera de possibilitats de producció en haver-hi un avanç tecnològic important. Aquesta es mou a la dreta.

Es poden nomenar a diversos autors per parlar de l'economia i la tecnologia juntes.
John Hicks, Robert Solow i Roy Harrod són alguns. Aquests tres autors, encara que no hagin parlat directament de tecnologia se'ls pot vincular amb ella.
Daniel Scioli l'any 2015 en la sisena edició del fòrum regional de líders de govern va afirmar que el que cal fer és "buscar major competitivitat i productivitat de la mà de la ciència i tecnologia". Amb això s'afirma l'explicat anteriorment, la tecnologia és part important de la producció, ja que en millorar aquesta es pot produir més i amb major eficàcia.